# Dolomedes lateralis
Dolomedes lateralis là một loài nhện trong họ Pisauridae.
Loài này thuộc chi Dolomedes. Dolomedes lateralis được miêu tả năm 1849 bởi White.